# Суксома
Суксома (Суксомское, Суксумское) — озеро на востоке Приморского района Архангельской области, расположенное в 96 км к северо-востоку от города Архангельск. Озеро имеет удлинённую извилистую форму, его длина равна 7 километрам, ширина достигает 0,8 километра. Площадь поверхности — 4 км². Площадь бассейна — 853 км². Расположено на высоте 69 метров над уровнем моря.
Озеро находится в труднодоступной местности. Впадает река Левка и несколько ручьёв. На западе вытекает река Чёрная, образующая  Дедовьи озёра и Русозеро, из которых вытекает река Котуга, относящаяся к бассейну Белого моря.
Код озера в Государственном водном реестре РФ — 03030000311103000008368.